# روبرت سي. سترونغ
روبرت سي. سترونغ ( 1915 – 1999)، دبلوماسي من الولايات المتحدة.

## نشأته
اسمه الكامل هو روبرت كامبل سترونغ ولد في 29 سبتمبر 1915 في شيكاغو بولاية إلينوي.

## سفيرًا في العراق
عين في 4 يونيو 1963 سفيرا لدى العراق وسلم أوراق اعتماده 2 يوليو من العام نفسه، حتى ترك المنصب في 13 أبريل 1967.

## وفاته
توفي في 28 ديسمبر 1999 في مدينة توكسون بولاية اريزونا ودُفن بمقبرة اوكوود الواقعة بولاية ويسكونسن بمقاطعة روك.